# Tagblatt-Pokal
Der Tagblatt-Pokal war eine jährlich stattfindende Wiener Liga-Meisterschaft im Fußball, die erste ihrer Art in Österreich. Sie wurde in den Jahren 1900 bis 1903 insgesamt drei Mal ausgetragen und jeweils vom Wiener AC gewonnen. Er gilt als Vorläufer der heutigen Fußball-Bundesliga in Österreich.
Der Tagblatt-Pokal wurde im Jahre 1900 von der bekannten Wiener Tageszeitung „Neues Wiener Tagblatt“ ins Leben gerufen und war für Wiener Vereine ausgeschrieben. Seit 1897 gab es mit dem Challenge-Cup, der bis 1911 bestehen sollte, bereits einen Cup-Wettbewerb in der gesamten Monarchie. Der Tagblatt-Pokal bestand aus zwei Ligaklassen. In der höchsten Spielklasse, der 1. Klasse, spielten fünf (in der ersten Saison nur vier) Mannschaften, die restlichen Vereine waren auf die 2. Klasse A und B aufgeteilt. Die Sieger dieser Klassen spielten das nächste Jahr um den Tagblatt-Pokal mit, die letzten beiden der 1. Klasse mussten in die 2. Klasse absteigen. Dies Regel wurde jedoch aus verschiedenen Gründen nicht regelmäßig angewendet. Im letzten Jahr des Pokals wurde beispielsweise eine Relegation ausgetragen.
Die Ausrichtung des Tagblatt-Pokales hatte jedoch mit zahlreichen Schwierigkeiten zu kämpfen. So mussten mehrmals Spiele auf Grund von Dunkelheit abgebrochen und die restliche Zeit nachgespielt werden. Solche Spiele wurden im Volksmund „Abschnitzelmatches“ genannt. Des Weiteren traten manche Mannschaften, nachdem eine Saison bereits entschieden war, nicht mehr zu belanglosen Spielen an. In der vierten Spielsaison kam schließlich das Ende für den Tagblatt-Pokal, da mehrere Mannschaften aus dem Verband austraten.

## Die Spielzeiten

### Spielsaison 1900/01
| Pl. | Verein               | R  | S | U | N | Tore  | Diff. | Punkte |
| --- | -------------------- | -- | - | - | - | ----- | ----- | ------ |
| 1.  | Wiener AC            | 12 | 7 | 2 | 3 | 26-15 |       | 16     |
| 2.  | Vienna Cricket & FC  | 12 | 6 | 3 | 3 | 21-17 |       | 15     |
| 3.  | First Vienna FC 1894 | 12 | 5 | 3 | 4 | 31-18 |       | 13     |
| 4.  | Wiener FC 1898       | 12 | 1 | 2 | 9 | 6-34  |       | 4      |

Aufsteiger:
- SK Graphia Wien
- Hernalser F.u.AC Vorwärts

AC Viktoria Wien wurde ebenfalls in die 1. Klasse eingeteilt, verzichtete jedoch vorerst auf eine Teilnahme. Als der Verein im Frühjahr 1901 doch in die Meisterschaft einstieg, musste er in der 2. Klasse beginnen. Vienna Cricket war in der Folgesaison nicht mehr vertreten.

### Spielsaison 1901/02
| Pl. | Verein                    | R | S | U | N | Tore  | Diff. | Punkte |
| --- | ------------------------- | - | - | - | - | ----- | ----- | ------ |
| 1.  | Wiener AC                 | 8 | 6 | 2 | 0 | 19- 2 |       | 14     |
| 2.  | First Vienna FC 1894      | 8 | 5 | 2 | 1 | 22- 4 |       | 12     |
| 3.  | Wiener FC 1898            | 8 | 2 | 3 | 3 | 11- 9 |       | 7      |
| 4.  | SK Graphia Wien           | 8 | 1 | 2 | 5 | 1-26  |       | 4      |
| 5.  | Hernalser F.u.AC Vorwärts | 8 | 0 | 3 | 5 | 3-15  |       | 3      |

### Spielsaison 1902/03
| Pl. | Verein               | R | S | U | N | Tore  | Diff. | Punkte |
| --- | -------------------- | - | - | - | - | ----- | ----- | ------ |
| 1.  | Wiener AC            | 8 | 6 | 1 | 1 | 32- 6 |       | 13     |
| 2.  | First Vienna FC 1894 | 7 | 4 | 2 | 1 | 19-11 |       | 10     |
| 3.  | Wiener FC 1898       | 6 | 2 | 2 | 2 | 12-23 |       | 6      |
| 4.  | SK Graphia Wien      | 7 | 2 | 1 | 4 | 13-25 |       | 5      |
| 5.  | Deutscher SV Wien    | 6 | 0 | 0 | 6 | 4-15  |       | 0      |

Relegation: SK Rapid Wien – Deutscher Sportverein 3:0
Aufsteiger: SK Rapid Wien